# Pagai Selatan
South Pagai (en indonesi: Pagai Selatan; que significa Pagai del Sud) és una de les illes Mentawai de la costa oest de Sumatra a Indonèsia. L'illa es troba al sud de l'illa Pagai Utara. La xifra de població donada per a South Pagai (requadre de la dreta) es refereix només al districte de South Pagai. La part sud en gran part despoblada del districte de Sikakap cobreix la part sud de l'illa North Pagai i la part nord de l'illa South Pagai, així com diverses illes petites a l'estret entre ambdues.
Els terratrèmols de Sumatra del setembre de 2007 es van localitzar prop d'aquestes illes, produint l'elevació de la costa, ampliant les illes properes i fins i tot produint-ne sis de noves. El terratrèmol i el tsunami de Mentawai de 2010 també van afectar la seva costa sud-oest, provocant un tsunami.